# Troisième gouvernement de Nouvelle-Calédonie
Nouvelle-Calédonie
Gouvernement Frogier I Gouvernement Thémereau I
Le troisième gouvernement de la Nouvelle-Calédonie depuis l'Accord de Nouméa, ou deuxième gouvernement Frogier, fut élu le 28 novembre 2002 par le Congrès à la suite de la démission du précédent gouvernement le 13 novembre en raison de la défection des membres de l'Union calédonienne (UC). Le gouvernement s'est réuni pour la première fois le 3 décembre 2002, réunion au cours de laquelle les secteurs de compétence ont été attribués. Il est composé de 10 membres (soit 1 de moins par rapport au gouvernement précédent).

## Gouvernement précédent
Premier gouvernement Frogier.

## Gouvernement suivant
Premier gouvernement Thémereau.

## Candidatures et élection[1]

### Listes
Les candidats indiqués en gras sont ceux membres du Congrès, élus en 1999. 

### Résultats
|                          | Liste                    | Votes | %     | Sièges au Gouvernement | Détail du vote                                                                      |
| ------------------------ | ------------------------ | ----- | ----- | ---------------------- | ----------------------------------------------------------------------------------- |
|                          | RPCR-FCCI                | 30    | 61,22 | 7                      | 21 RPCR, 3 dissidents RPCR pro-Harold Martin, 2 FCCI, 4 FN                          |
|                          | FLNKS                    | 12    | 24,49 | 2                      | 11 FLNKS (7 Palika, 3 UC et 1 RDO), 1 LKS (Nidoïsh Naisseline)                      |
|                          | Union calédonienne       | 7     | 14,29 | 1                      | 7 du groupe UC                                                                      |
| Total                    | Total                    | 49    | 100   | 10                     | -                                                                                   |
| Bulletins blancs ou nuls | Bulletins blancs ou nuls | 3     | 5,77  | -                      | Les 3 élus de l'Alliance                                                            |
| Abstenus                 | Abstenus                 | 2     | 3,7   | -                      | 2 élus FCCI (Jean-Marc Pidjo et Paul Kasarhérou) étaient absents, sans procurations |

## Présidence et vice-présidence
- Président : Pierre Frogier
- Vice-présidente : Déwé Gorodey

## Composition

### MembresRPCR-FCCI
| Personnalité    | Parti | Secteurs de compétence | Autres fonctions                                                            | Profession                                          | Commune - Province        |
| --------------- | ----- | --- | --------------------------------------------------------------------------- | --------------------------------------------------- | ------------------------- |
| Pierre Frogier  | RPCR  | Président | Député de la 2e circonscription Ex-Maire du Mont-Dore (1987-2001)           | Agent immobilier                                    | Mont-Dore, Province Sud   |
| Maurice Ponga   | RPCR  | Agriculture - Mer | -                                                                           | Instituteur                                         | Kouaoua, Province Nord    |
| Léopold Jorédié | FCCI  | Enseignement - Questions de société                                                                                                   | Ex-président de la Province Nord (1989-1999) Ex-maire de Canala (1989-1995) | Rouleur sur mine Chef d'entreprise                  | Canala, Province Nord     |
| Pierre Maresca  | RPCR  | Dialogue social - Fonction publique Transports aériens - Communications                                                               | 4e adjoint au maire de Nouméa                                               | Fonctionnaire territorial Journaliste               | Nouméa, Province Sud      |
| Alain Lazare    | RPCR  | Affaires économiques Simplifications administratives - Amélioration du Service public Relations avec les Institutions et les Communes | Maire de Boulouparis                                                        | Employé de banque Fonctionnaire territorial Athlète | Boulouparis, Province Sud |
| Hervé Chatelain | RPCR  | Finances - Énergie - Infrastructures publiques Suivi du Schéma d'Aménagement et de Développement de la Nouvelle-Calédonie             | -                                                                           | Fonctionnaire territorial                           | Nouméa, Province Sud      |
| Corinne Fuluhea | RPCR  | Formation professionnelle - Affaires sociales                                                                                         | -                                                                           | Fonctionnaire territoriale                          | Païta, Province Sud       |

### membresFLNKS-UNI
| Personnalité | Parti  | Secteurs de compétence                                                            | Autres fonctions | Profession                                      | Commune - Province         |
| ------------ | ------ | --------------------------------------------------------------------------------- | --- | ----------------------------------------------- | -------------------------- |
| Déwé Gorodey | Palika | Vice-présidente Culture - Jeunesse - Sports                                       | - | Enseignante, conteuse en langues kanak Écrivain | Ponérihouen, Province Nord |
| Rock Wamytan | UC     | Affaires coutumières Relations avec le Sénat coutumier et les Conseils coutumiers | Ex-conseiller municipal d'opposition du Mont-Dore (1989-2001) Ex-président du FLNKS (1995-2001) Ex-président de l'UC (1999-2001) Grand-chef du Pont-des-Français | Fonctionnaire territorial                       | Mont-Dore, Province Sud    |

### MembreUC
| Personnalité  | Parti | Secteurs de compétence         | Autres fonctions                            | Profession                                 | Commune - Province   |
| ------------- | ----- | ------------------------------ | ------------------------------------------- | ------------------------------------------ | -------------------- |
| Gérald Cortot | UC    | Voirie - Transports terrestres | Conseiller municipal d'opposition de Nouméa | Professeur de l'enseignement professionnel | Nouméa, Province Sud |